# Native Woman Washing a Negro Baby in Nassau, B.I.
Native Woman Washing a Negro Baby in Nassau, B.I. è un cortometraggio muto del 1903, prodotto dalla Edison Manufacturing Company.
Brevi filmati che ritraevano bambini furono da subito molto popolari. Questo riprende un soggetto (una madre afro-americana che fa il bagno al proprio bimbo) già affrontato dalla Edison nel 1896 in A Morning Bath. Il filmato del 1903 si distingue per il taglio più etnografico. Più che all'effetto comico si punta infatti all'intento realistico e documentario che è accentuato dall'apertura dell'inquadratura al contesto del villaggio nel quale la scena si svolge.
La scena fu ripresa a Nassau nelle Bahamas nel corso di una crociera invernale della S.S. "Prinzessin Victoria Luise" della Hamburg-American Line.

## Trama
Una madre davanti a casa all'aperto fa il bagno al proprio bambino di tre anni che sta in piedi in una tinozza. La macchina da presa si muove quindi a riprendere il contesto dove si svolge la scena. Si vedono le case e gli abitanti del villaggio, in prevalenza donne e bambini. Alcuni dei presenti "fuggono" di fronte all'obbiettivo, altri invece vi si soffermano con curiosità.

## Produzione
Il film fu prodotto dalla Edison Manufacturing Company.

## Distribuzione
Il film, distribuito dalla Edison Manufacturing Company, uscì nelle sale americane nell'aprile 1903.